# Janna Marangosoff
Janna Marangosoff (* 1969) ist eine deutsche Filmschauspielerin und Model.

## Leben
Janna Marangosoff ist die Tochter des bulgariendeutschen Filmemachers Marran Gosov. Sie hatte als Jugendliche im Film Trauma ihre erste größere Rolle. Es folgt die Hauptrolle der „Carla“ in Doris Dörries Roadmovie Im Innern des Wals. Auch in der Komödie Männer spielte sie mit. Im Oktober 1989 war sie als Model im Playboy zu sehen. Sie trat noch bis Mitte der 1990er Jahre in Fernsehfilmen und Serien in kleineren Rollen auf. Danach zog sie sich von der Schauspielerei zurück.

## Filmografie (Auswahl)
- 1983: Trauma
- 1985: Im Innern des Wals
- 1985: Männer
- 1989: Knastmusik (Fernsehserie, 2 Folgen)
- 1989: Derrick (Fernsehserie, Kisslers Mörder)
- 1990: Ein Fall für zwei (Fernsehserie, eine Folge)
- 1990: SOKO München (Fernsehserie, eine Folge)
- 1991: Unter Kollegen
- 1993: Magic Müller
- 1994: Liebe am Abgrund
- 1994: Gefährliche Spiele
- 1995: Marienhof (Fernsehserie, 9 Folgen)